# Lluís Jaume Vallespir
Fray Lluís Jaume Vallespir, geboren als Melcion Jaume Vallespir (Sant Joan, Mallorca, 17 oktober 1740 - San Diego, Californië, 5 november 1775), was een Mallorcaanse missionaris.

## Vroege jaren
Hij werd geboren in de boerderij Son Baró, in de gemeente San Juan, op 17 oktober 1740. Hij was de zoon van twee boeren: Melcion Jaume y Morro, een inwoner van Selva, en Margalida Vallespir y Sabater, uit de parochie van Santa Cruz, in Palma. Hij ontving zijn eerste formele opleiding van de plaatselijke pastoor van zijn dorp. Hij schreef zich op 15-jarige leeftijd in bij het klooster van San Bernadino de Petra, waar hij zijn religieuze studies voortzette. Hij trad toe tot de Franciscaanse orde op 27 september 1760 en legde een plechtige gelofte af op 29 september 1761. Uiteindelijk werd hij op 22 december 1764 tot priester gewijd na zijn studie aan het klooster van San Francisco in Palma. Hij was hoogleraar filosofie in het klooster van San Francisco van 1765 tot 1770. Hij bood zichzelf aan als missionaris en scheepte zich op 5 maart 1769 in in Palma, op weg naar het Apostolisch College van San Fernando, in Mexico, om mee te werken aan de kersteningsmissie van de inheemse bevolking van Alta California, geïnitieerd door Saint Junípero Serra op 13 april vanaf 1749. De reizigers bereikten hun bestemming aan het begin van het jaar 1770.

## Zijn leven in Amerika
De missie waaraan hij was toegewezen was de San Diego de Alcalá missie, in San Diego, Californië, Verenigde Staten, waarvan de oprichtingsdatum 16 juli 1769 was, door Junípero Serra. Bij hun aankomst maakten Lluís en de andere Franciscanen, samen met pater Serra, deel uit van de expeditie van de militair Gaspar de Portolá en zijn troepen, die de baai van San Diego verkenden. De broeders probeerden de lokale bevolking te evangeliseren terwijl de mannen van Portolá doorgingen met hun opmars in het gebied van Alta California.
Deze expeditie, die te voet werd uitgevoerd, veroorzaakte veel slachtoffers, zowel bij het legerkorps als bij de religieuze groepering.
Gaspar de Portolá ging verder naar het noorden en de religieuzen vestigden zich uiteindelijk in San Diego, waar ze begonnen met kerstening.
Fray Lluís Jaume begon de taal van de inheemse bevolking te leren, die de Spanjaarden "Dieguino" (mogelijk Kumiai) noemden en toen hij het vloeiend had kunnen spreken, schreef hij een catechismus in de taal van de inheemse bevolking.
Pater Jaume was een van degenen die vanwege het gebrek aan middelen in het missiegebied om overdracht van zijn locatie vroeg. De nieuwe nederzetting bevond zich in de buurt van het huidige grondgebied van Presidio Hill, in San Francisco. Daar creëerde Jaume boomgaarden op vruchtbare grond om de bevolking te voeden en stichtte hij groepen catechisten en zangers van het gregoriaans.

## Dood
In de nacht van 4 op 5 november 1775 plunderden ongeveer 600 indianen de kapel en staken de andere missiegebouwen in brand. Fray Lluís, in plaats van toevlucht te zoeken bij de andere broeders, richtte zich tot hen en begroette hen met de woorden: "Kinderen, heb God lief". De indianen kleedden hem uit, schoten zo'n 18 pijlen op hem af en verpletterden zijn gezicht met knuppels en stenen. Toen Fray Junípero Serra erachter kwam, riep hij uit: "Godzijdank is dat land al bewaterd; nu zal de vermindering van dieguinos worden bereikt". Fray Lluís Jaume werd op brute wijze vermoord en wordt beschouwd als de eerste katholieke martelaar van Alta California. Hij is een van de meest populaire en bekende religieuze figuren van de Balearen.
Zijn huidige graf bevindt zich in de San Diego de Alcalá Mission Church, in San Diego.

## Dankbetuigingen
Op 6 september 1786 riep de gemeenteraad van Palma hem uit tot een illustere zoon van de stad. Bijna twee eeuwen later riep de gemeenteraad van San Juan hem in 1975 uit tot de favoriete zoon van de stad. Een gedenkplaat werd op de gevel van zijn geboorteplaats geplaatst en een sculptuur ter ere van hem, het werk van Tomás Vila, werd opgericht in het San Juan Catholic Center, gebouwd in 1922.
- Biblioteca Nacional de España: XX4822274
- Catàleg d'autoritats de noms i títols de Catalunya: 981058614782206706
- Gemeinsame Normdatei: 119167255
- International Standard Name Identifier: 0000 0000 3006 601X
- Library of Congress Control Number: n97057666
- SNAC: w6jw9m9n
- Virtual International Authority File: 3274759
- WorldCat: E39PBJpV8vHtCQjqpkgdhYwgrq